# Craon (Fluss)
Der Craon ist ein Fluss in Frankreich, der im Département Cher in der Region Centre-Val de Loire verläuft. Er entspringt im Gemeindegebiet von Baugy, nahe der Commune déléguée Laverdines, entwässert anfangs in südlicher Richtung, schwenkt dann auf West und mündet nach rund 24 Kilometern im Gemeindegebiet von Vornay als rechter Nebenfluss in den Airin. In seinem Unterlauf durchquert der Craon das militärische Sperrgebiet Polygone de Tir de Bourges.

## Orte am Fluss
(Reihenfolge in Fließrichtung)
- Laverdines, Gemeinde Baugy
- Bengy-sur-Craon
- Jussy-Champagne
- Vornay